# Xysticus humilis
Xysticus humilis is een spinnensoort uit de familie van de krabspinnen (Thomisidae).
De wetenschappelijke naam van de soort werd in 1965 gepubliceerd door J.H. Redner & Charles Denton Dondale.